# 李國楷
李國楷（？—？），江西人，清朝官員。吏員出身。

## 生平
李國楷於1783年（乾隆48年）接替何穀，於台灣台北地區兩度擔任台灣府淡水廳新莊巡檢一職（議敘從九品），是大台北地區的地方父母官。